# حبيل المردع (السبرة)

تعديل مصدري - تعديل

حبيل المردع محلة تابعة لقرية الشاجبة، التابعة لعزلة بلادالشعيبي السفلى بمديرية السبرة إحدى مديريات محافظة إب في الجمهورية اليمنية.، بلغ تعداد سكانها 25 حسب تعداد اليمن لعام 2004.